# آلیس دومینیچی
آلیس دومینیچی (متولد ۳ آوریل ۱۹۷۵) یک شناگر ایتالیایی است که در رشته شنای موزون به فعالیت می‌پرداخت و در بازی‌های المپیک تابستانی ۲۰۰۰ شرکت کرد.